# 益阳教育学院
28°34′05″N 112°21′10″E / 28.567939°N 112.352854°E
益阳教育学院，位于湖南省益阳市赫山区康富北路，是湖南省一所大学。

## 历史
1980年，益阳市建立了益阳教育学院。
2010年，中华人民共和国教育部颁发文件“2010年具有成人高等学历教育招生资格高校名单”，湖南省的十二所中就有“益阳教育学院”。

## 对外合作
益阳教育学院与陕西师范大学有密切的合作关系。

## 荣誉
“文明单位”、“花园式单位”